# عصر الفضاء

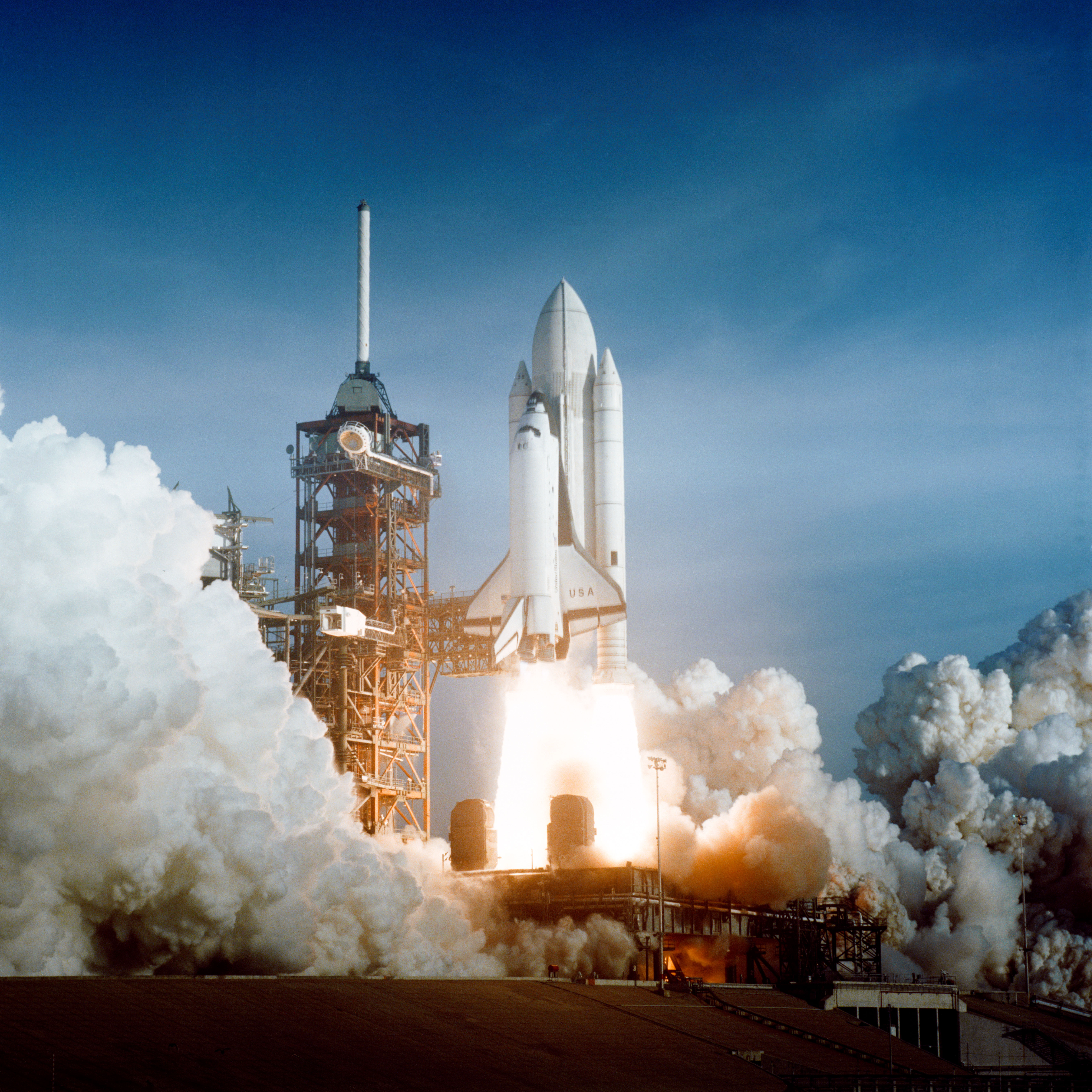
انطلاق مكوك الفضاء كوليمبيا

عصر الفضاء هو الفترة الزمنية التي اشتملت النشاطات المتعلقة بسباق الفضاء، استكشاف الفضاء، تقنيات الفضاء، والتطورات الفكرية التي تأثرت بتلك الأحداث والنشاطات، إنه العصر الذي أصبح فيه بالإمكان أن يذهب الإنسان إلى خارج غلاف الكرة الأرضية، ويدور حول الأرض، ويمشي على سطح القمر، ويرسل الأقمار الصناعية والسفن الفضائية لتدور حول الكواكب، حيث أصرت كل هذه الأحداث علي فكر الإنسان، واستراتجيات الدول العسكرية والتنموية، فظهرت الخطط المستقبلية لإقامة مستعمرات ومدن فضائية، وزاد اعتماد أجهزة الاستخبارات علي الأقمار الصناعية في كشف أسرار الأعداء.

## البداية
بدأ عصر الفضاء في الرابع من أكتوبر عام 1957 بإطلاق الاتحاد السوفييتي لسبوتنك-1. الذي كان أول قمر صناعي في العالم، دار حول الأرض في 98 دقيقة ووزن حوالي 80 كيلوجرام، إطلاق سبوتنك-1 أذّن بعهد جديد من التوجهات السياسية، العلمية، والتقنية، التي أصبحت معروفة بعصر الفضاء.
عصر الفضاء تم تعيينه بأنه تطورات نتجت عن سباق كان أساساً بين الاتحاد السوفييتي والولايات المتحدة الأمريكية سمي بسباق الفضاء، هذه التطورات التقنية تأثّر بها علم الصواريخ، علم المادة، علم الحوسبة وتقنيات الحاسوب، وعلوم أخرى كثيرة، معظم هذه العلوم تم تطويرها أساساً من أجل تطبيقات الفضاء، لكن تم تحويلها وأصبح لها استخدامات في مجالات أخرى، وحتى اليوم عبارة «عصر الفضاء» تلمح ملابسةً إلى أي ابتكار جديد وأي عمل إبداعي.
دخل عصر الفضاء مرحلة جديدة مع بدء تنفيذ برنامج أبولو، فالهبوط على سطح القمر استحوذ على خيال معظم سكان كوكب الأرض، فحدث هبوط مركبة أبولو 11 على سطح القمر شاهده حوالي 500 مليون إنسان حول العالم، وكانت لحظة هبوطه من اللحظات التاريخية التي ميزت القرن العشرين، كما شكل إطلاق مكوك الفضاء الأمريكي ومحطة الفضاء الروسية مير أحداث مهمة في هذه الفترة الزمنية. بعد هذا ومع انتهاء سباق الفضاء نتيجة لسقوط الاتحاد السوفييتي عام 1990م، اتجه الاهتمام العالمي نحو مجالات أخرى.
في السبعينات من القرن الماضي أي عند سقوط الاتحاد السوفييتي، أصبح الإنفاق على البرامج المتعلقة بالفضاء يقل بحدة متأثراً بتنحي الاتحاد السوفييتي، ولم يعد لوكالة ناسا أي منافسين رئيسيين، كذلك إدراك الرأى العام لمخاطر وكلفة استكشاف الفضاء في الولايات المتحدة الأمريكية تأثر بشدة مع كارثة تشالنجر التي حدثت عام 1986.
منذ ذلك الوقت فإن رحلات إطلاق الصواريخ إلى الفضاء توجهت بشكل كبير لخدمة أغراض حكومية وتجارية، الفترة اللاحقة لعام 1990م أصبحت توصف أكثر من مرة بأنها فترة عصر المعلومات وليس عصر الفضاء، حيث أن استكشاف الفضاء والتقنيات المتعلقة به أصبح محسوس أنها حدث عادي وصفة مميزة للعصر الذي نعيشه.

## الفترة الحالية
للمساعدة في بدء مشروعات تجارية لاستكشاف الفضاء، تم إجراء منافسة Ansari X Prize التي فازت بها Space Ship في 2004م التي أصبحت أول مركبة فضاء غير ممولة من قبل جهة حكومية.
العديد من الدول الآن لديها برامج فضائية، تبدأ من تطوير تقنيات الفضاء إلي برامج الفضاء الكاملة التي تتميز بإطلاق الصواريخ إلى الفضاء من خلال قواعد إطلاق مملوكة للدولة، ويسبح في الفضاء الآن العديد من الأقمار الصناعية العلمية والتجارية، وهناك الآن عدة من الدول التي لديها خطط مستقبلية لإرسال الإنسان إلى الفضاء بقدراتها الخاصة أو بالتعاون مع دول أخرى.

## أحداث رئيسية
- 4 أكتوبر 1957: سبوتنك-1 أو قمر صناعي في العالم أطلقه الاتحاد السوفييتي.
- 12 أبريل 1961: يوري جاجارين يصبح أول رجل يخرج خارج غلاف الكرة الأرضية.
- 21 يوليو 1969: نيل أرمسترونج يصبح أول شخص يسير على سطح القمر.
- 19 فبراير 1986: إطلاق المحطة الفضائية السوفيتية مير، بقت تدور حول الأرض لمدة 15 عاماً.